# Nymphes aperta
Nymphes aperta is een insect uit de familie van de Nymphidae, die tot de orde netvleugeligen (Neuroptera) behoort. 
Nymphes aperta is voor het eerst wetenschappelijk beschreven door New in 1982.